# American Horror Story: Cult
Mùa thứ bảy của serie phim truyền hình kinh dị ngắn American Horror Story (tựa Việt: Truyện kinh dị Mỹ) mang tên Hội kín (Cult) được công bố ngày 4 tháng 10 năm 2016. Các diễn viên quay lại tham gia mùa phim mới là Sarah Paulson, Evan Peters, Cheyenne Jackson, Chaz Bono, Adina Porter, John Carroll Lynch, Emma Roberts, James Morosini, Mare Winningham, Frances Conroy, and Jamie Brewer với sự tham gia lần đầu tiên của Billie Lourd, Billy Eichner, Colton Haynes, Alison Pill, Leslie Grossman và Cooper Dodson. Angela Bassett sẽ tham gia với vai trò đạo diễn thay vì diễn viên.

## Cốt truyện
Nhà Mayfair-Richards
Ally (Sarah Paulson) và Ivy Mayfair-Richards (Alison Pill) là một cặp đồng tính sống cùng con trai tên Oz (Cooper Dodson) tại Brookfield Heights, Michigan. Ally bị nhiều chứng bệnh như chứng sợ hề, sợ lỗ và sợ máu. Cô là bệnh nhân của bác sĩ tâm lý Dr. Rudy Vincent (Cheyenne Jackson). 
Nhà Anderson
Kai, Winter và Rudy Vincent là ba anh em trong nhà Anderson. Những biến cố trong gia đình khiến mẹ họ bắn chết chồng và tự sát. Ba anh em tìm cách giấu xác ba mẹ trong nhà. Trong khi Rudy tiếp tục sống tiếp cuộc đời bình thường thì Kai lại có âm mưu khác khi thành lập một hội kín toàn hề, lôi kéo những người đang buồn chán và tuyệt vọng tại Brookfield Heights tham gia.
Sau cuộc bầu cử "không tưởng" năm 2016, việc Donald Trump thắng cử tạo điều kiện mạnh mẽ cho hội kín của Kai vươn lên lớn mạnh. Hội kín bắt đầu gieo rắc những nỗi sợ hãi khắp Brookfield Heights để giúp Kai thuận lợi tiến vào chính trường. Tuy nhiên, Kai lại lộ rõ dần sự tàn độc với những người dưới trướng mình.
Hoạt động của hội kín nhanh chóng làm liên lụy rất nhiều người trong vùng và gia đình Mayfair-Richards cũng không ngoại lệ. Khi sự ảnh hưởng bắt đầu gây tổn hại cho gia đình, cuộc sống và đặc biệt là Oz, Ally buộc phải vượt lên chính mình để bảo vệ con trai và chính bản thân cô.

## Diễn viên

### Vai chính
- Evan Peters vai Kai Anderson, Andy Warhol, Marshall Applewhite, David Koresh, Jim Jones, Jesus, và Charles Manson

- Sarah Paulson vai Ally Mayfair-Richards và Susan Atkins
- Cheyenne Jackson vai Bác sĩ Rudy Vincent
- Billie Lourd vai Winter Anderson và Linda Kasabian
- Alison Pill vai Ivy Mayfair Richards

### Khách mời đặc biệt
- Billy Eichner vai Harrison Wilton và Charles "Tex" Watson
- Emma Roberts vai Serena Belinda
- Mare Winningham vai Sally Keffler
- Lena Dunham vai Valerie Solanas
- Frances Conroy vai Bebe Babbitt

### Vai phụ
- Adina Porter vai Beverly Hope
- Colton Haynes vai Jack Samuels
- Leslie Grossman vai Meadow Wilton và Patricia Krenwinkel
- Chaz Bono vai Gary Longstreet
- Cooper Dodson vai Ozymandias "Oz" Mayfair-Richards
- Dermot Mulroney vai Bob Thompson
- Cameron Cowperthwaite vai Speedwagon

### Khách mời
- Tim Kang vai Tom Chang
- John Carroll Lynch vai Hề Twisty
- Jorge-Luis Pallo vai Pedro Morales
- Zack Ward vai Roger
- Laura Allen vai Rosie
- Ron Melendez vai Mark
- James Morosini vai R.J.
- Dot-Marie Jones vai May
- Jamie Brewer vai Hedda
- Rick Springfield vai Mục sư Charles
- Rachel Roberts vai Sharon Tate

## Sản xuất

### Phát triển
Ngày 4 tháng 10 năm 2016, loạt phim được gia hạn thêm mùa phim thứ 7, lên lịch ra mắt trong tháng 9 năm 2017. Ryan Murphy khẳng định mùa phim sẽ có liên kết với Gánh xiếc quái dị; dù có bối cảnh hiện đại. Tháng hai năm 2017, trên chương trình Watch What Happens Live, Murphy công bố mùa phim sẽ xoay quanh cuộc Bầu cử tổng thống Hoa Kỳ, 2016 và có thể sẽ có nhân vật dựa trên thổng thống đương nhiệm Donald Trump.
Về sau có thêm thông tin công bố rằng câu chuyện sẽ xảy ra sau khi cuộc bầu cử kết thúc, với tập mở màn xảy ra trong đêm Bầu cử. Murphy cũng khẳng định sẽ không có nhân vật Donald Trump hay Hillary Clinton trên phim, rằng "Horror Story luôn dựa trên phúng dụ nên cuộc bầu cử cũng chỉ là bóng gió thôi." Tháng 4 năm 2017, Murphy khẳng định các tư liệu về đêm bầu cử sẽ được sử dụng trong tập mở màn.

### Tuyển vai
Qua sự kiện Winter 2017 TCA Press Tour, Sarah Paulson và Evan Peters được công bố vào vai chính. Tháng 3 năm 2017, ngôi sao của chương trình Billy on the Street là Billy Eichner trúng tuyển vào một vai có liên quan mật thiết đến cuộc đời của nhân vật của Paulson. Nhân vật này sẽ xuất hiện trong "6 đến 7 tập", và sẽ mặc một cái áo ba lỗ "bí ẩn". Sau đó một tháng, ngôi sao của loạt phim Scream Queens là Billie Lourd cũng sẽ tham gia. Tháng 5 năm 2017, Leslie Grossman tham gia dàn cast, và Angela Bassett cũng tỏ ý là sẽ trở lại. Các hình ảnh tại phim trường cũng xác nhận sự tham gia của Adina Porter và Cheyenne Jackson.
Murphy cũng khẳng định Lady Gaga sẽ không tham gia mùa 7 vì bận rộn với các dự án khác của cô, cả Gaga và Murphy đều tỏ ý muốn hợp tác trở lại trong tương lai.

### Quay phim
Tháng hai năm 2017, có thông tin công bố rằng mùa phim sẽ khởi quay trong tháng sáu tới. Tuy nhiên, ngày bấm máy được dời sớm lên tháng Năm. Ngày 24 tháng năm, 2017, biên kịch kiêm sản xuất John J. Gray xác nhận họ đã cho bấm máy.

## Tập phim
Mùa phim sẽ có 11 tập.
| TT. tổng thể | TT. trong mùa phim | Tiêu đề                                       | Đạo diễn              | Biên kịch                  | Ngày phát hành gốc   | Mã sản xuất | Người xem tại US (triệu) |
| --- | ------------------ | --------------------------------------------- | --------------------- | -------------------------- | -------------------- | ----------- | ------------------------ |
| 74 | 1                  | "Election Night"                              | Bradley Buecker       | Ryan Murphy & Brad Falchuk | 5 tháng 9 năm 2017   | 7ATS01      | 3.93                     |
| Ally and Ivy are a married couple who have a son named Oz. Ally suffers from several phobias (primarily coulrophobia, which causes Ally to have a panic attack after seeing Oz's Twisty the Clown comic). The fears intensify after learning that Donald Trump has won the 2016 U.S. presidential election. Her psychiatrist, Dr. Rudy Vincent, recommends a medicine to calm her phobia-induced anxiety. Clowns soon start to stalk Ally. Meanwhile, Kai and Winter are two siblings who make a mysterious pact after Trump becomes president. Kai gives a speech opposing extra security at a local Jewish center, arguing that people should learn to live with their fear. His views are rejected by Councilman Tom Chang, a neighbor of Ally & Ivy. Winter becomes Oz's nanny and attempts to desensitize him to violence. Kai entices a group of Hispanic men to beat him up. Oz and Winter witness Tom and his wife being slaughtered in their home by a group of clowns. The police erroneously rule the incident as a murder–suicide. |                    |                                               |                       |                            |                      |             |                          |
| 75 | 2                  | "Don't Be Afraid of the Dark"                 | Liza Johnson          | Tim Minear                 | 12 tháng 9 năm 2017  | 7ATS02      | 2.38                     |
| Oz tells the police and his mothers about the clowns, but Winter says that he imagined them. Mr. Chang's death leaves a city council seat vacant. Riding a wave of sympathy in the wake of his beating by the Hispanic immigrants, Kai campaigns for the vacant seat. Ally distrusts the eccentric new occupants of the Chang's former home, Harrison and Meadow Wilton. At Ally and Ivy's restaurant, the Butchery on Main, tensions fuel between the sous-chef, Roger, and a Hispanic employee, Pedro. Later, the restaurant's security system trips and Ally investigates. She finds Roger hanging on a hook in the meat locker. Detective Samuels singles out Pedro as the most likely suspect. Ally obtains a gun from the Wiltons. A distraught Ally is comforted and briefly seduced by Winter. Later on, there is an alleged power shortage in the city and Ally is terrorized by the same clowns. Ivy sends Pedro to deliver supplies to the house and he is accidentally shot and killed by Ally. Oz witnesses the shooting and is further traumatized. |                    |                                               |                       |                            |                      |             |                          |
| 76 | 3                  | "Neighbors from Hell"                         | Gwyneth Horder-Payton | James Wong                 | 19 tháng 9 năm 2017  | 7ATS03      | 2.25                     |
| After a therapy session with Dr. Vincent in which a couple talks about the wife overcoming her taphephobia, clowns break into the couple's home and entomb them in coffins. Picketers protest Pedro's death outside of the Butchery on Main. Kai promises Ally that he will dissuade them and he delivers. The Wiltons berate Ally for Pedro's death and gift Oz a guinea pig. A truck, dispersing a mysterious green gas throughout the neighborhood, disturbs Ally. Oz's guinea pig is microwaved and killed. Ally suspects the Wiltons to be the perpetrators. She assaults Harrison and threatens Meadow. Oz discovers online footage of Ally being seduced by Winter, devastating Ivy. The Wiltons are individually interrogated by Kai. Harrison expresses his desire for Meadow's death. Afterwards, Meadow disappears and Harrison blames Ally. |                    |                                               |                       |                            |                      |             |                          |
| 77 | 4                  | "11/9"                                        | Gwyneth Horder-Payton | John J. Gray               | 26 tháng 9 năm 2017  | 7ATS04      | 2.13                     |
| On election night, several main characters are shown voting. Despite promising not to cast a "protest vote" Ally votes for Jill Stein, enraging Ivy. The day after the election, Harrison becomes Kai's personal trainer. Kai takes Harrison under his wing and eventually convinces him to murder his degrading boss. Later, Kai takes a special interest in a news reporter named Beverly Hope. Beverly has been repeatedly passed over for promotion and is being overshadowed by a younger reporter named Serena, who is having an affair with Beverly's boss, Bob. Kai has his followers murder Serena in order to convince Beverly of his abilities and offers her "equal power" in his quest for domination. Ivy attends a political rally where she is groped by a man named Gary. Winter comes to Ivy's defense and the two have lunch together. That night, Ivy and Winter kidnap Gary and chain him to a pole in an abandoned building to prevent him from voting the next day. Kai comes to Gary's aid one hour before the polls close and offers him a saw. Gary severs his chained hand and votes for Trump with Kai's help.                                                                         |                    |                                               |                       |                            |                      |             |                          |
| 78 | 5                  | "Holes"                                       | Maggie Kiley          | Crystal Liu                | 3 tháng 10 năm 2017  | 7ATS05      | 2.20                     |
| Beverly informs Kai that Bob is compromising news coverage of the clown murders and thereby hindering Kai's campaign. Kai, Beverly, Winter, Harrison, Detective Samuels, Ivy, Gary, and Beverly's cameraman, RJ, don clown masks, break into Bob's house, and film his murder (they also murder a "gimp" Bob has suspended from hooks in his attic). Ivy and RJ are deeply disturbed by the murders. Beverly later advises Kai to cut ties with RJ whom she views as a weak link. Each cult member, beginning with Ivy, shoots a tied-up RJ in the head with a nail gun before Kai finishes him off. Meadow pleads to Ally for safety from the cult and lets it slip that Ivy is a member. Ally later sees Meadow lying in an open grave in her backyard. Beverly probes Kai about the whereabouts of his parents and Kai divulges that his mom shot his abusive father and then herself in a murder–suicide. Dr. Rudy Vincent, revealed to be Kai and Winter's older brother, insisted that they cover up their deaths in order to protect his career and continue receiving their mom's pension and their dad's disability checks.                                                                               |                    |                                               |                       |                            |                      |             |                          |
| 79 | 6                  | "Mid-Western Assassin"                        | Bradley Buecker       | Todd Kubrak                | 10 tháng 10 năm 2017 | 7ATS06      | 2.15                     |
| Meadow reveals to Ally that she had fallen in love with Kai and decided to desert the cult when her feelings were not reciprocated. Meadow also tells Ally that the cult has made strides to drive her insane so that Ivy would gain sole custody of Oz. Ally plans to use Meadow's testimony to expose Kai and pays an opposing candidate of his, Sally Keffler, a visit to ask for her help. In the midst of their conversation, the cult breaks into Sally's house and Kai shoots her in the chest, while Ally hides in the bathroom. He stages her murder as a suicide. The next day, at a political rally, Meadow shoots several people, including Kai. Ally attempts to wrestle the gun out of Meadow's hands and Meadow shoots herself in the mouth. Ally is arrested after a SWAT team arrives to the scene and finds her with the gun in her hands. Kai had ordered Meadow to attempt to assassinate him so that his figure would be elevated to a national level. In addition, Meadow was instructed to bear witness to Ally on the grounds that no one would believe a "crazy woman". |                    |                                               |                       |                            |                      |             |                          |
| 80 | 7                  | "Valerie Solanas Died for Your Sins: Scumbag" | Rachel Goldberg       | Crystal Liu                | 17 tháng 10 năm 2017 | 7ATS07      | 2.07                     |
| Ally is sent to a psychiatric hospital. Kai wins the vacant seat on city council. His presence in the national media attracts an underground following of misogynistic militiamen. Beverly, Winter, and Ivy are warned by Bebe Babbitt, the former lover of radical feminist Valerie Solanas, about the danger of putting their trust in Kai. Bebe asserts that men in power always push women aside. She divulges to them that Solanas orchestrated the murders accredited to the Zodiac Killer. Solanas died haunted by the fact that her legacy would be tied with her shooting of Andy Warhol. Later, Beverly, Winter, and Ivy murder Harrison for making a sexist comment. Kai and Bebe watch Beverly report on Harrison's death together. |                    |                                               |                       |                            |                      |             |                          |
| 81 | 8                  | "Winter of Our Discontent"                    | Barbara Brown         | Joshua Green               | 24 tháng 10 năm 2017 | 7ATS08      | 2.06                     |
| Reduced to subservient roles for the new men in Kai's cult, Beverly and Ivy plan to rebel, but Winter assures them that Kai is dependable and recounts an occasion in which they saved tortured captives of a deranged pastor. Kai's proposal that Winter be impregnated with the "messiah" by Samuels does not go as planned, and Samuels later attempts to rape Winter. She shoots him in the head. In the meantime, Ally is released from the psychiatric hospital and, in an effort to get her son back, informs Kai that Vincent is seeking to get him committed. Kai kills Vincent and confines Beverly, having been blamed for the death of Samuels by Winter, to an isolation chamber. Ally joins the cult, much to the dismay of Ivy. |                    |                                               |                       |                            |                      |             |                          |
| 82 | 9                  | "Drink the Kool-Aid"                          | Angela Bassett        | Adam Penn                  | 31 tháng 10 năm 2017 | 7ATS09      | 1.48                     |
| Kai tells his followers about cult leaders Marshall Applewhite, David Koresh and Jim Jones, expressing great admiration for all of them. Despondent over the death of her brother Vincent, Winter tries to convince Ally and Ivy to flee with her, but they are intercepted. Kai declares his intention to run for Senate. Ivy and Ally again attempt to flee, but the cult kidnap Oz and hold him at their compound. Later, Kai requires each cult member to drink poisoned Kool-Aid to test their loyalty. Afterwards, he reveals that the drinks were untainted. Meanwhile, Ally serves Ivy pasta and wine laced with arsenic, and Ivy drops to the floor and dies. Oz refutes Kai's stories about the cult leaders and is punished. As a means to protect Oz from harm, Ally presents to Kai doctored evidence that he was her sperm donor and is Oz's biological father. |                    |                                               |                       |                            |                      |             |                          |
| 83 | 10                 | "Charles (Manson) in Charge"                  | Bradley Buecker       | Ryan Murphy & Brad Falchuk | 7 tháng 11 năm 2017  | 7ATS10      | 1.82                     |
| Kai recounts the Tate murders to the militiamen and reveals his master plan: a simultaneous coordinated mass murder of pregnant women by his followers. Afterwards, he begins to suspect that a mole has infiltrated the cult and slips into a state of manic paranoia which plagues him with visions of his dead brother and Charles Manson. Meanwhile, Bebe is incensed by Kai's failing to implement their master plan: to unleash female rage with an inflammatory political platform. Ally shoots Bebe in the head after she pulls a gun on Kai. After reporting on the murder of Gary, enacted by the cult at a local Planned Parenthood, a broken Beverly is urged by Winter to run away. Beverly insists that she remain loyal to Kai. Kai later tearfully strangles Winter to death after Ally singles her out as the mole. Ally takes notice of the real mole, militiaman Speedwagon. |                    |                                               |                       |                            |                      |             |                          |
| 84 | 11                 | "Great Again"                                 | Jennifer Lynch        | Tim Minear                 | 14 tháng 11 năm 2017 | 7ATS11      | 1.97                     |
| Ally murders Speedwagon after finding out that he is an informant for the state police. She then tips off an FBI SWAT team, which storms the Anderson basement on the night that the cult intends to massacre one-hundred pregnant women. Months later, Ally divulges to Beverly (who was released by the FBI because they believed she was an unwilling participant in the cult) that the FBI recruited her as an informant while she was institutionalized. Beverly then becomes a key advisor to Ally's Senate campaign. After rebuilding his cult behind bars with both inmates and a security guard, Kai escapes from a maximum security prison and infiltrates a televised political debate between Ally and her opponent. After spewing a misogynistic tirade, Kai points a gun to Ally's head and pulls the trigger, but discovers that the gun is not loaded, having been tricked by the guard earlier. Beverly then shoots him in the head, killing him. Ally obtains the vast majority of the female vote and wins a Senate seat. Later, Ally dons a cloak similar to Valerie Solanas's group's cloak, and departs to attend a meeting with a group of "empowered women who want to change the system". |                    |                                               |                       |                            |                      |             |                          |

## Tiếp nhận

### Ý kiến phê bình
American Horror Story: Cult nhận được phản hồi tích cực từ giới phê bình. Trang Rotten Tomatoes cho mùa phim 75% tỷ lệ tán dương, với điểm trung bình 6.95/10, trên 40 nhận xét. Trang này đánh giá, " Truyện kinh dị Mỹ: Hội kín  khơi dậy một sự rùng rợn rất hợp thời - nhiều những chú hề - dù bị vướng víu bởi tính chất chính trị quá bao quát và một số lỗ hổng trong mạch truyện." Trên Metacritic, mùa phim đạt 66 trên 100 dựa trên 24 nhận xéy, tức một kết quả "tích cực".